# 이링타오
이링타오(중국어: 伊凌涛, 병음: Yi Lingtao, 한자음: 이릉도, 2000년 5월 29일 ~ )은 중화인민공화국의 바둑 기사이다. 푸젠성 사오우시 출신으로 중국기원 소속의 8단이다. 오청원배 중국 바둑신예쟁패전에서 우승했고 중국 TV 바둑 속기전 4강에 진출했다.

## 경력
푸젠성 사오우시에서 태어난 이링타오는 저장성 닝보시로 이사했고 2008년 저장성육묘공정 갑급전 병조에서 우승을 차지했다. 2012년 안순황과수백령 전국소년아동전에서 우승을 했다. 2014년 만보배전국산업바둑선수권에서 우승을 차지하여 프로바둑 입단 자격을 얻었다. 같은해 바둑개인전 을조리그에서 우승했다. 2015년 2단과 3단을 거쳐 2016년 4단으로 승단했고 이민배 세계바둑신예최강전 16강에 진출했다. 2017년 오청원배 중국 바둑신예쟁패전에서 우승했고 5단으로 승단했다. 2018년 6단과 7단을 연이어 승단했다. 2019년 중국 TV 바둑 속기전에서 4강에 올랐다. 2020년 8단으로 승단했다.